# Chris Urbanowicz
Chris Urbanowicz (ur. 22 czerwca 1981 w Aslockton) – brytyjski gitarzysta, keyboardzista i producent muzyczny, współzałożyciel i w latach 2002–2012 członek zespołu rockowego Editors.    

## Życiorys
Studiował technologię muzyczną na Uniwersytecie Staffordshire. Tam też w 2000 roku poznał Toma Smitha, Russella Leetcha i Gerainta Owena. Jako, że mieli podobne gusta muzyczne, wspólnie w 2002 roku założyli zespół muzyczny, pierwotnie o nazwie Pilot, a następnie Snowfield. W międzyczasie Ed Lay zastąpił Owena. Jesienią 2003 roku ukończyli studia, po czym postanowili się przenieść do Birmingham, a rok później grupę przemianowano na Editors. Urbanowicz w zespole grał na gitarze i syntezatorze oraz był wokalistą wspierającym.
Z zespołem wydał trzy albumy studyjne: w 2005 roku The Back Room, dwa lata później An End Has a Start i w 2009 roku In This Light and On This Evening. W kwietniu 2012 roku odszedł z zespołu Editors, gdyż nie podzielał wizji jego dalszego rozwoju muzycznego. Niedługo potem nowymi członkami grupy zostali Justin Lockey i Elliott Williams.
Wcześniej, bo 13 września 2011 roku premierę miał album studyjny indierockowego zespołu Airship pn. Stuck in This Ocean, którego Urbanowicz był współproducentem. Był także producentem wydanego w 2014 roku minialbumu belgijskiego zespołu indiepopowego The Spectors o tym samym tytule.

## Życie prywatne
Jego dziadkowie z obydwu stron pochodzili z Polski, natomiast jego rodzice urodzili się już na terenie Wielkiej Brytanii.
Jest synestetą. Kibicuje klubowi Nottingham Forest.
W 2013 roku mieszkał w Nowym Jorku.

## Dyskografia
- The Back Room (2005)
- An End Has a Start(inne języki) (2007)
- In This Light and On This Evening(inne języki) (2009)